# Normandie
Ovo je članak o brodu. Za članak o francuskoj pokrajini vidi Normandija.
Normandie (također Paquebot Normandie, SS Normandie) je bio francuski prekooceanski brod izgrađen 1935. u Saint Nazaireu, za Compagnie Générale Transatlantique, poznatu i kao French Line. Po izgradnji bio je najveći i najbrži brod na svijetu, i do danas putnički brod s najsnažnijim turbo-električnim strojevima. Moderan dizajn i raskošni interijeri prema mnogim mišljenjima čine ga najgrandioznijim transatlantikom ikada izgrađenim. Unatoč tome nije bio isplativ i djelomično se oslanjao na državne subvencije. Za vrijeme svoje kratkotrajne karijere obavio je 139 prelaska Atlantika zapadno i 138 istočno. Normandie je bio nositelj Plave vrpce, simbolično priznanje brodu za najbrži prelazak Atlantika, u nekoliko navrata tijekom karijere, s britanskim prekooceanskim brodom Queen Mary kao glavnim rivalom.
Za vrijeme drugog svjetskog rata, Normandie je zapljenila američka vlada i preimenovala ga u USS Lafayette. U toku konverzije u brod za prijevoz trupa, zahvatio ga je požar, te se pod teretom vode korištene za gašenje prevrnuo i djelomično potonuo u njujorškom putničkom terminalu. Premda je brod izvađen iz mora i uspravljen, obnova je bila preskupa, te nakon što ni američka mornarica ni French Line nisu htjeli snositi taj trošak, prodan je u staro željezo i izrezan u New Yorku 1946. godine.
Normandie, zajedno s Queen Mary i Queen Elizabeth, jedan je od tri najveća i najznačajnija broda iz "zlatnog doba" velikih prekooceanskih brodova.

## Povijest

### Koncept
1920-ih pomorske kompanije počele su tražiti zamjenu za sve starije prekooceanske brodove tada u upotrebi, kao Mauretania u prometu od 1907. Brodovi s početka stoljeća bili su konstruirani za prijevoz velikog broja emigranata iz Europe u Sjevernu Ameriku. Kada su Sjedinjene Države ranih 1920-ih ograničile broj mogućih imigranata, brodarske kompanije preorijentirale su se na putnike srednje klase, posebno prema Amerikancima koji su za vrijeme prohibicije putovali u Europu radi alkoholnog turizma. Cunard i White Star Line planirali su izgradnju posebno velikih jedinica, tzv. Superliners, da bi mogli konkurirati njemačkim, tada dominatnim transatlanticima Bremen i Europa. Francuska Compagnie Générale Transatlantique također je planirala izgradnju vlastitih brodova. 
U to doba glavni brod Frech Linea bio je Ille de France, s modernim Art Deco interijerima, ali relativno zastarjelim dizajnom trupa. Inženjeri novog francuskog broda isprva su namjeravali nadahnuti se estetikom starijih brodova francuske kompanije, dok ruski emigrant, inženjer Vladimir Jurkević, bivši inženjer Carske Ruske Mornarice, nije ponudio vlastite ideje. Njegova konstrukcija predviđala je kosi kliperski pramac i podvodni bulb profil u kombinaciji s vitkim trupom. Jurkevićevi koncepti funkcionirali su savršeno na testiranju s modelima, što je potvrdilo ispravnost njegovih zamisli i impresioniralo francuske inženjere koji su ga pozvali da se pridruži projektu. Svoje projekte ponudio je i Cunardu, ali bio je odbijen jer su ih smatrali isuviše radikalnima.
French Line je angažirao umjetnike za izradu postera i reklama. Jedan od najpoznatijih postera izradio je Adolphe Mouron Cassandre, također ruski emigrant u Francuskoj. Albert Sébille, izradio je 5 metara dugačak presjek broda, detaljan prikaz unutrašnjosti, izložen u Nacionalnom pomorskom muzeju u Parizu (Musée national de la Marine).

### Izgradnja
Radovi na tada još neimenovanom brodu počeli su 1931. Radi velike depresije koja je izbila 1929., konkurentski White Star Line morao je otkazati već započetu gradnju broda Oceanic, a Cunard je na neodređeno vrijeme zaustavio radove na svom novom brodu Queen Mary. French Line također se našao u teškoćama te je zatražio pomoć francuske vlade za nastavak gradnje, što je naišlo na kritike tiska. Interes javnosti bio je velik i mediji su pomno pratili razvoj broda koji je trebao predstavljati Francusku u velikom međunarodnom pomorskom nadmetanju. Veći dio brodske kostrukcije i opreme bio je francuski proizvod, ukljućujući 29 kotlova, turbine, generatore, i 4 masivna elektro-motora koje je projektirao Alsthom, u novije doba angažiran i na gradnji broda Queen Mary 2.
Kako je gradnja napredovala ogromni trup rastućeg broda bio je poznat samo kao "T-6" ( T - inicijal od "Transatlantique" [Compagnie Générale Transatlantique], 6 - šesti brod u gradnji za tu kompaniju). Predloženo je mnogo različitih imena, ukljućujući Doumer, prema nedavno ubijenom predsjedniku Paulu Doumeru, također i Jeanne d'Arc, La Belle France i dr. Na kraju je izabrano ime Normandie, prema pokrajini Normandiji. U suprotnosti s francuskom gramatikom za Normandie nije korišten član "le" ili "la", da se izbjegne konfuzija između naziva pokrajine koja je ženskog roda i činjenice da se na francuskom brodovi oslovljavaju u muškom rodu.

### Porinuće i pokusne vožnje
Porinut je 29. listopada 1932. pred 200 000 ljudi. 27 567 tona težak trup bio je najveći ikad porinut, te je neočekivano veliki val zapljusnuo gledatelje uz obalu, ali bez ozljeđenih. Opremanje interijera, strojeva i instalacija trajalo je do svibnja 1935., kada je bio spreman za pokusne vožnje. Odmah se pokazala djelotvornost Jukevićevog dizajna. Oštri pramac nije podizao velike valove, te brod je pokazao impresivne pefrormanse s maksimalnom brzinom od 32,125 čvorova (59,496 km/h) i naglim zaustavljanjem u samo 1700 m. 

### Tehničke karakteristike
Osim po inovativnom dizajnu trupa, koji je radi manjeg otpora omogućavao veće brzine pri manjoj snazi motora, Normandie se isticao i tehničkim novitetima: Turbo-električnim pogonom, izabranom radi mogućnosti korištenja pune snage unatrag, te prema izjavama službenika French Linea, tišim i jednostavnijim pogonom za upravljanje i održavanje. Ta vrsta motora bila je teža od konvencionalnih turbina i nešto slabijih performansi pri najvećim brzinama ali su omogućavali rad svih propelera čak i ako je jedan motor isključen. Također, instaliran je i primitivni radar za detekciju ledenjaka i drugih brodova.

## Interijeri
Izuzetno raskošni interijeri u Art Decou i Streamline Moderne, stilu koji se direktno vezuje uz Normandie, bili su većinom aluzija na Normandiju, francusku pokrajinu po kojoj je nazvan. 
Brod je krasio niz spektakularnih ambijenata, dugačkih, širokih stepeništa i golemih salona velike elegancije, među kojima se posebno isticala blagovaona prve klase. 93 m dugačka, 14 m široka i 8,5 m visoka. Bila je to najveća prostorija u plovećem objektu, veća od dvorane ogledala u Versaillesu. Velike dimenzije salona bile su omogućene podijeljenim cijevima brodskih dimnjaka koje se iz strojarnica nisu izravno uspinjale prema dimnjacima već po bokovima broda, što je omogućavalo veliki prostor salonima i drugim javnim prostorijama. U dvoranu se ulazilo kroz 6,1 m visoka vrata ukrašena brončanim medaljonima umjetnika Raymonda Subesa. Deset medaljona prikazivalo je francuske dvorce, katedrale i transatlantik Ile de France. Dvorana optočena reljefima, koja je primala 700 gostiju za 157 stolova, nije imala pristup prirodnom svjetlu, već je rasvjetu omogućavalo 12 visokih kristalnih rasvjetnih fontana izrađenih od stakla Lalique, zajedno s još 38 svjetlećih stupova uza zidove i dva velika lustera na svakom kraju dvorane. Takva blistava rasvjeta priskrbila mu je nadimak "Brod svjetlosti",  s jasnom aluzijom na "Grad svjetlosti", Pariz. 
U ostalim dvoranama bili su postavljeni mozaici s prizorima iz francuske povijesti, tapiserije i skulpture. Javni prostori bili su dekorirani ornamentima, reljefima, vitražima, tropskim biljkama. Normandie je drugi prekooceanski brod, nakon talijanskog Rexa, koji je imao otvoreni i zatvoreni bazen, dok je brodski teatar s 400 mjesta služio je kao kazalište i kinematograf. U kuhinji je radilo 76 kuhara koji su dnevno pripremali oko 4000 obroka, a 11 paluba povezivala su 23 dizala. Na brodu je također bila i operaciona dvorana s uvijek dva dežurna liječnika.
Također se se isticali i stepenište s 2,5 m visokom statuom, aluzijom na boginju Atenu, i mramorni hol pred ulazima u dizala. Popularan ambijent bio je café grill, koji je uvečer pretvaran u noćni klub, kraj kojega je bio salon za pušenje prve klase, obložen velikim muralima s prikazima antičko-egipatskog života. 
Svaki apartman prve klase imao je poseban dizajn, od baroknog, preko orijentalnih kineskih i japanskih stilova do modernoga. Najluksuzniji bili su apartmani Deauville i Trouville, s vlastitom blagovaonom, polukoncertnim klavirom, nekoliko spavaćih soba i privatnom otvorenom palubom. Veći dio javnih prostora bio je namijenjen prvoj klasi ukljućujući blagovaonu, bazen, teatar, zimski vrt i sl. Palubne instalacije bile su integrirane u brod da se omogući što veći šetni prostor za putnike.

## Karijera

### Prvo putovanje
Nakon dugotrajnog opremanja radovi su dovršeni 1935. 29. svibnja 50 000 ljudi ispratilo ga je u Le Havreu na prvo putovanje, za kojeg se očekivano osvajanje Plave vrpce ostvarilo se bez problema. 
Pod zapovjedništvom kapetana Renéa Pugneta, Normandie je stigao u New York za 4 dana, 3 sata i 14 minuta pri prosječnoj brzini od 30 čvorova (56 km/h) i preoteo naslov najbržeg broda Atlantika talijanskom brodu Rex, što je potvrđeno i povratnim putovanjem u Francusku, kada je istom brzinom postao najbrži brod i na istočnom prelasku Atlantika. Osvajanje Plave vrpce bilo je izvor velikog ponosa za Francusku, koja do tada nije stekla taj simboličan trofej. Iako je Frech Line javno demantirao mogućnost da Normandie osvoji Plavu vrpcu već na prvom putovanju, prilikom dolaska u New York putnicima su dijeljene komemorativne medalje u spomen na trijumfalno putovanje, dok se na jarbolu vijorila devet metara dugačka plava traka. Doček je nadmašio ispraćaj u Francuskoj: Pri uplovljavanju u njujoršku luku brod je pratila velika flota manjih plovila, dok je na obali oko 100 000 ljudi dočekalo francuski transatlantik. U doba velike depresije tisuće ljudi bile su spremne izdvojiti tada velikih 50 centi da bi imali priliku obići brod, na što se svakodnevno satima čekalo u redu. Veliki uspjeh koji je postigao Normandie, potakao je upravu French Linea na razmišljanje o gradnji još jednog broda, još većih dimenzija, koji bi se zvao Bretagne, ali rat i ekonomska situacija spriječili su tu ideju.

### Suparništvo sRMS Queen Mary
Iduće godine novi britanski transatlantik Queen Mary sa svojih 80 000 t preotima primat najvećeg broda. Radi toga Compagnie Générale Transatlantique odlučuje preinakama povećati tonažu Normandie, što se većim djelom odnosilo na dogradnju salona turističke klase. Preinakama su također riješeni problemi snažnih vibracija koje su stvarali propeleri, stari trokraki zamijenjeni su novim četverokrakim, a modifikacijama donjeg dijela krme uspješno su otklonjeni problemi pri velikim brzinama. Nakon pregradnje Normandie je težio 83 423 t, te je ponovo bio najveći brod na svijetu do izgradnje broda Queen Elizabeth, 1940. godine, teškog 83 673 t. Queen Mary u kolovozu 1936. osvaja Plavu vrpcu, i započinje žestoko suparništvo s glavnim brodom French Linea. 1937. Normandie ponovo osvaja Plavu vrpcu, a iduće godine Queen Mary vraća ju u britanski tabor. Natjecanje je moglo potrajati i kroz 1940-te, ali izbijanje drugog svjetskog rata tome donosi kraj.  

### Poznati putnici
Za vrijeme svog radnog vijeka Normandie je među svojim putnicima imao niz istaknutih ličnosti, između ostalih pisci Colette i Ernest Hemingway, skladatelji Noël Coward i Irving Berlin, te hollywoodske zvijezde Fred Astaire, Marlene Dietrich, Walt Disney, Douglas Fairbanks, i James Stewart.
Normandie je također 1938. prevezao čuvenu pjevačku obitelj von Trapp (mjuzikl "Moje pjesme, moji snovi") iz New Yorka u Southampton, kada je bila na putu za turneju po Skandinaviji.

## Kraj

### Posljednje putovanje i boravak u New Yorku
23. kolovoza 1939. Normandie isplovljava iz Le Havrea posljednji put. Kapetan je uzeo znatno sjeverniji kurs da bi se što više udaljio od njemačkog broda Bremen, što je tu posljednju transatlantsku plovidbu učinilo najdužom od svih, čak 7 dana. Povratak je bio predviđen za 1. rujna 1939. ali plovidba je otkazana istoga dana kada Njemačka napada Poljsku jer je francuska vlada smatrala je da će brod biti sigurniji u New Yorku. 4. rujna pridružuje mu se Queen Mary, a u ožujku 1940. stiže i Queen Elizabeth. Nekoliko dana,  prvi i posljednji puta tri najveća broda na svijetu bili su privezani jedan pored drugoga, dok britanski transatlantici nisu isplovili za Australiju gdje su prerađeni u brodove za prijevoz trupa. Dvije godine Normandie s minimalnom posadom od 100 ljudi stoji besposlen u New Yorku. Nakon pada francuske, američke vlasti pljene brod, a nakon napada na Pearl Harbor, odlučuju ga pretvoriti u brod za prijevoz trupa. Prijedlozi da se pregradi u nosač aviona odbačeni su radi hitne potrebe za transportom vojske. 

### Požar
Radovi su započeli 1942., na transformaciji radilo je oko 2500 ljudi zajedno s 300 radnika obalne straže. 9. veljače, iskre iz aparata za zavarivanje zapalile su stotine pojasa za spašavanje ispunjenih visoko zapaljivim materijalom naslaganih u velikoj blagovaoni. Drvene obloge nisu još bile uklonjene i vatra se brzo proširila. Brod je imao vrlo efikasan protupožarni sistem, ali je bio deaktiviran tijekom konverzije, dok se cijevi njujorških vatrogasaca nisu uklapale u francuske ventile. Kako su vatrogasci s obale i vatrogasnih brodova lijevali vodu u plamen, brod se opasno nagnuo na lijevu stranu radi veće količine vode koja je stizala s morske strane. 10. veljače oko 2:45, brod se prevrnuo. Vladimir Jurkević bio je na mjestu događaja i ponudio pomoć gasiteljima radi svog poznavanja broda, ali lučka policija mu je zabranila pristup. Predložio je da se otvore ventili i poplave niže palube, što bi brod položilo na dno doka, i otklonilo mogućnost prevrtanja bez obzira na količinu vode korištene za gašenje, ali tu mogućnost odbio je lučki upravitelj Admiral Adolphus Andrews.

### Spašavanje i kraj u rezalištu
1943., u do tada najskupljoj operaciji spašavanja, brod je djelomično isječen - odstranjeno mu je nadgrađe - i uspravljen. Pri spašavanju postavljeno je oko 100 pumpi, izbačeno oko 1000 t stakla i nekoliko desetina tisuća tona vode. Krajem listopada 1943. ponovo je uspostavio ravnotežu i otegljen je do obližnjeg brodogradilišta gdje je ostao do kraja rata. Ustanovljeno je da bi troškovi obnove bili preveliki i nakon što ih niti američka mornarica niti French line nisu htjeli snositi, Vladimir Jurkević predlaže da se brod skrati i pregradi u putnički brod srednje veličine, što je također odbijeno. Trup Normandie prodan je za skromnih 161 680 američkih dolara kompaniji Lipsett Inc., te je izrezan u listopadu 1946.

## Nasljeđe
Normandie je ostavio značajan utjecaj na dizajn i unutrašnje uređenje brodova i zgrada. Dizajner Marin-Marie podario je brodu inovativnu siluetu koja je nadahnula dizajn prekooceanskih brodova tijekom sljedećih desetljeća, uključujući i Queen Mary 2. Normandie i njegov glavni rival Queen Mary, bili su glavna inspiracija dizajnu cruisera Disney Magic i Disney Wonder, kompanije Disney Cruise Line.
Normandie je također nadahnuo arhitekturu i dizajn Normandie Hotel-a u San Juanu na Portoriku. Predmeti s broda, prodani su nakon raspreme na nizu aukcija, od kojih se mnogi danas smatraju vrijednim Art Deco dragocjenostima.
Spašene stvari uključuju i deset velikih medaljona s vratiju velike blagovaone i namještaj, te neke od pojedinačnih staklenih ploča Jeana Dupasa koje su formirale velike murale u četiri kuta velikog salona.
Također, sačuvano je nešto od 24 000 komada kristala, djelomično s masivnih Lalique svjetlosnih fontana koje su krasile veliku blagovaonu i ponešto od srebrnine, stolica i pozlaćenih brončanih postolja za stolove. Namjenski dizajnirani namještaj za apartmane i kabine kao i originalna umjetnička djela i statue koja su ukrašavala brod, ili izrađena za French Line radi korištenja na brodu, također su sačuvana. Predmeti s broda povremeno se pojavljuju u BBC TV seriji Antiques Roadshow. Javni salon i promenada u hotelu Hilton u Chicagu, kreirani su pomoću materijala i namještaja s Normandie. 

## Vanjske poveznice
- NORMANDIE, A Photographic Portrait www.garemaritime.com Galerija fotografija
- Le paquebot Normandie, un rêve de géant normandie-heritage.com   Arhivirana inačica izvorne stranice od 5. travnja 2015. (Wayback Machine) Povijest i fotografije (fr.)
- liner NORMANDIE Compagnie Générale Transatlantique, 1935 - 1942 frenchlines.com   Arhivirana inačica izvorne stranice od 19. listopada 2007. (Wayback Machine) Povijest i tehnički podaci
- frenchlines.com   Arhivirana inačica izvorne stranice od 15. studenoga 2007. (Wayback Machine) Fotografije na službenoj stranici French Line-a
- Cruise Ship History: The French Line’s SS NORMANDIE. The greatest liner ever to sail cruiselinehistory.com/  Povijest i fotografije
- S.S. Normandie greatships.net  Kratka povijest broda i stare razglednice
- S.S. NORMANDIE 1932, The Most Beautiful Ocean Liner in the World oceanlinermuseum.co.uk   Arhivirana inačica izvorne stranice od 26. travnja 2009. (Wayback Machine) Povijest, statistika i linkovi
- Članak na americanheritage.com   Arhivirana inačica izvorne stranice od 4. prosinca 2008. (Wayback Machine)
- bryking.com/normandie/   Arhivirana inačica izvorne stranice od 2. studenoga 2013. (Wayback Machine) Opis karijere i interijera